# 東中健
東中 健（ひがしなか けん、2000年7月26日 - ）は、フジテレビのアナウンサー。

## 略歴
奈良県出身。同志社大学経済学部卒業後、2023年4月入社。6月19日から、『Live News イット!』のフィールドキャスター（月曜日）としてデビューを果たした。

## 人物
大学時代は、奈良公園で人力車の車夫のアルバイトを約3年間経験し、1000人以上の客を案内した。
2020年に開催された第33回ジュノン・スーパーボーイ・コンテストに応募。応募総数1万7158人から選ばれた候補者35人の一人に選出された。
大学2年の2021年に行われた「第1回学生アナウンス大賞」で、1000人以上のエントリーの中から書類審査（一次審査）、オンラインでのグループ面談（二次審査）、最終審査（カメラテスト）を経てファイナリスト10人に選ばれ、「アナトレ賞」を受賞した。
日本化粧品検定3級の資格を所持している。趣味は、爬虫類・スキンケア・漫画のシーン回想・おしゃべり・バスケットボール。特技は、鹿寄せ・プロフィール暗記・人力車車夫・しらふでの飲み会（お酒が飲めない）。

## 出演番組
レギュラー出演番組・キャスター名（地上波）
| 2023.6.5 | 2023.9    | Live News イット! フィールドキャスター | （なし）                               | （なし）                                               | （なし）                        | （なし）                        | （なし）                     | （なし） |
| 2024.1 | 2024.3    | Live News イット! フィールドキャスター | （なし）                               | （なし）                                               | （なし）                        | （なし）                        | S-PARK ニュースキャスター    | （なし） |
| 2024.4 | 2024.5.17 | （なし）                               | （なし）                               | Live News イット! 天気キャスター& フィールドキャスター | （なし）                        | （なし）                        | すぽると! ニュースキャスター | （なし） |
| 2024.5.18                                                                                                   | 2024.7頃  | （なし）                               | すぽると!onTVer キャスター1            | Live News イット! 天気キャスター& フィールドキャスター | （なし）                        | （なし）                        | すぽると! ニュースキャスター | （なし） |
| 2024.7頃 | 2024.9    | （なし）                               | （なし）                               | Live News イット! 天気キャスター& フィールドキャスター | （なし）                        | （なし）                        | すぽると! ニュースキャスター | （なし） |
| 2024.10 | 2024.10   | （なし）                               | Live News イット! フィールドキャスター | Live News イット! フィールドキャスター                 | （なし）                        | （なし）                        | すぽると! ニュースキャスター | （なし） |
| 2024.11 | 2025.3    | すぽると!onTVer キャスター             | Live News イット! フィールドキャスター | Live News イット! フィールドキャスター                 | （なし）                        | （なし）                        | すぽると! ニュースキャスター | （なし） |
| 2025.4 | 2025.6    | （なし）                               | Live News イット! フィールドキャスター | Live News イット! フィールドキャスター                 | サン!シャイン 情報プレゼンター  | （なし）                        | すぽると! ニュースキャスター | （なし） |
| 2025.7 | 現在      | （なし）                               | （なし）                               | （なし）                                               | サン!シャイン 情報プレゼンター2 | サン!シャイン 情報プレゼンター2 | すぽると! ニュースキャスター | （なし） |
| 備考 - 1黒瀬翔生が約2ヶ月間育児休暇を取得している間の代行。 - 2山本賢太の出演見合わせにより、金曜日も担当。 |           |                                        |                                        |                                                        |                                 |                                 |                              |          |